# Primož Kozak
Primož Kozak, slovenski dramatik, esejist, dramaturg, profesor, * 11. september 1929, Ljubljana, † 22. december 1981, Ljubljana.

## Življenje
Primož Kozak, sin Ferda Kozaka in nečak Juša Kozaka, je maturiral leta 1948 na ljubljanski osemrazredni klasični gimnaziji. Leta 1955 je diplomiral na AIU, smer dramaturgija, in leta 1956 na Filozofski fakulteti v Ljubljani (FF), smer filozofija. Leta 1955/1956 je služil vojaški rok. Od 1956 do 1959 je delal pri Triglav-filmu, vmes je kot štipendist francoske vlade študiral filozofijo in teorijo drame na Sorboni v Parizu. 1959/60 se je zaposlil na SAZU, sprva kot tiskovni tajnik, od 1965 kot asistent in 1969–72 višji strokovni sodelavec na Inštitutu za literature. 1971 je začel predavati na AGRFT v Ljubljani, kjer je bil od 1972 redni profesor za gledališko-radijsko dramaturgijo; 1974–76 je bil prorektor AGRFT, od 1978 njen dekan. Leta 1977 je doktoriral na FF v Ljubljani iz literarnih ved. Leta 1945 je bil med soustanovitelji literarnega glasila Mladinska revija. Sodeloval je pri ključnih kulturnih revijah povojnega časa (Beseda, Revija 57, Novi svet, Sodobnost). Leta 1957 je bil med ustanovitelji kulturno-umetniškega društva  Anton Tomaž Linhart in daljši čas v odboru njegove gledališke sekcije Oder 57. Bil je med ustanovitelji revije Perspektive, kjer je bil v zgodnjih šestdesetih letih nekaj časa eden glavnih urednikov. Od 1952 do 1954 je bil glavni urednik študentske Tribune. Poročen je bil s prevajalko Jolanto Groo Kozak (1939–2022), njun sin je Krištof Jacek Kozak. Nazadnje so prebivali na Šubičevi 10 v Ljubljani.

## Delo
V Kozakovem opusu do izteka 50. let 20. stoletja prevladuje proza, z izjemo otroških začetniških stihov, objavljenih v Našem rodu (1937/1938 in 1938/1939). Natis črtice Spomin (1946) v Mladinski reviji in natis cikla treh reportažnih črtic Trije obrazi (1949) v reviji Novi svet sta edini tiskani objavi pripovedne proze. Med neobjavljena besedila spadajo Nekoč in zdaj, Moji štirje prijatelji, Andrej in Ana, Junak dandanes, Človek je okroglo telo in Happy end. Težil je bolj k osebnoizpovednemu pripovedništvu kot k dosledni epiki realistične tradicije. Pisal je partizansko prozo (Obsojenec na smrt, Jernej, Partizanska balada, Ana in Partijci leta 1950). V Novem svetu je 1949 objavil prvi literarni esej in dva odmevna članka: Ob Sartrovi drami: "Za zaprtimi vrati" (1950) in Armand Salacrou: Razvoj njegovega odnosa do sveta (1952). Bil je tudi prvi prevajalec tekstov Martina Heideggerja v Slovenščino.
V ustvarjanju se je posvetil predvsem drami v eksistencialistični, idejno-politični podobi. Vračal se je k dramatiki - svetu svojega očeta Ferda Kozaka, k predvojni socialni moralni kritiki. Med 1958 in 1969 je napisal štiri dramska besedila. Ta predstavljajo enega od vrhuncev povojnega gledališkega pisanja na Slovenskem: Dialogi (1958), Afera (1961), Kongres (1968), slednje izšle kot Trilogija pri Slovenski matici leta 1969, in Legenda o svetem Che (1969), knjižna izdaja leta 1969 pri mariborski založbi Obzorja. Afera je na Festivalu malih odrov v Sarajevu leta 1961 dobila nagrado za najboljšo predstavo. Iz leta 1974 je ostala nedokončana Kronika. 1970 je na razpis za televizijsko dramo, objavljen s strani Jugoslovanske televizije v Beogradu, napisal igro Direktor in prejel prvo nagrado. 
Pisal je esejistiko (1971 Peter Klepec v Ameriki, 1974 Slovenija) in znanstvene razprave (Temeljni konflikt Cankarjevih dram, 1980). Ukvarjal se je s filmsko in televizijsko scenaristiko. Je eden od soavtorjev scenarija za film Grajski biki (1967) in avtor dramatizacije Ptički brez gnezda F. Milčinskega (1976, Slovensko mladinsko gledališče). 1976 je za državno proslavo ob 100. obletnici rojstva Ivana Cankarja v Hali Tivoli dramatiziral Hlapca Jerneja. Režiral ga je Jože Babič, neposredni televizijski prenos pa je realiziral Beno Hvala. Ti trije so leta 1977 prejeli skupinsko nagrado Prešernovega sklada. Leta 2006 je v zbirki Zbrana dela slovenskih pesnikov in pisateljev izšel prvi zvezek Kozakovih zbranih del, ki prinaša doslej neznano poezijo, predvsem pa mladostno prozo.
Leta 1968 je dobil nagrado mesta Ljubljane za posebne dosežke na področju kulture v letu 1967 (za dramo Kongres), leta 1969 nagrado Sterijevega pozorja (Novi Sad) za besedilo v drami Kongres in leta 1973 nagrado Prešernovega sklada za knjigo Peter Klepec v Ameriki.